# Kecheng
Der Stadtbezirk Kecheng (chin. 柯城区; Pinyin: Kēchéng Qū) ist ein Stadtbezirk der bezirksfreien Stadt Quzhou in der chinesischen Provinz Zhejiang. Er hat eine Fläche von 607,2 Quadratkilometern und zählt 528.847 Einwohner (Stand: Zensus 2020).

## Administrative Gliederung
Auf Gemeindeebene setzt sich der Stadtbezirk aus sieben Straßenvierteln, zwei Großgemeinden und acht Gemeinde zusammen. 